# Valverde (Mirandela)
Valverde is een plaats (freguesia) in de Portugese gemeente Mirandela en telt 198 inwoners (2001).